# 二色裂江珧
二色裂江珧（学名：Pinna bicolor），又名雙色江珧蛤，是江珧蛤科江珧蛤属的一种。
江珧蛤科舊屬贻贝目，今屬翼形亞綱莺蛤目。
种名 bicolor 意为“二色的”。

## 分佈
本物種主要分佈於新加坡、马来西亚、印度尼西亚、中国大陆、台湾，常栖息在潮间带至潮下带100米。